# 柴田望

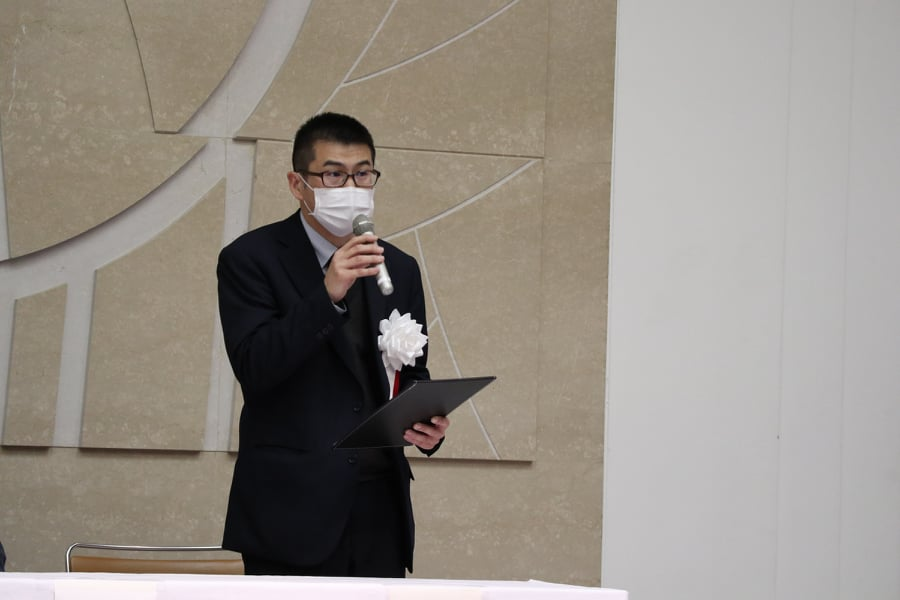
令和3年度旭川市文化奨励賞 贈呈式（2021年11月）

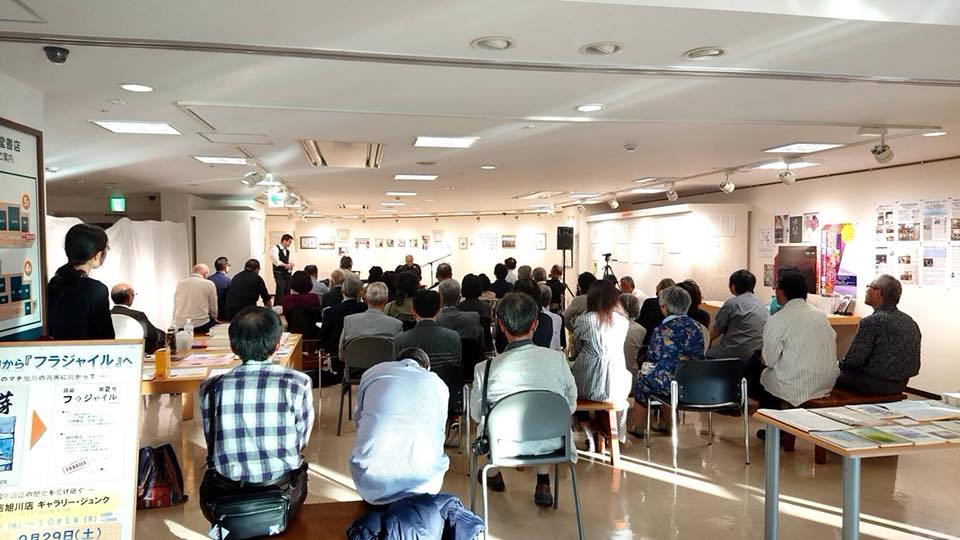
2018年9月29日「「青芽」から「フラジャイル」へ」記念朗読会　柴田望　ジュンク堂書店旭川店　ジュンクギャラリー

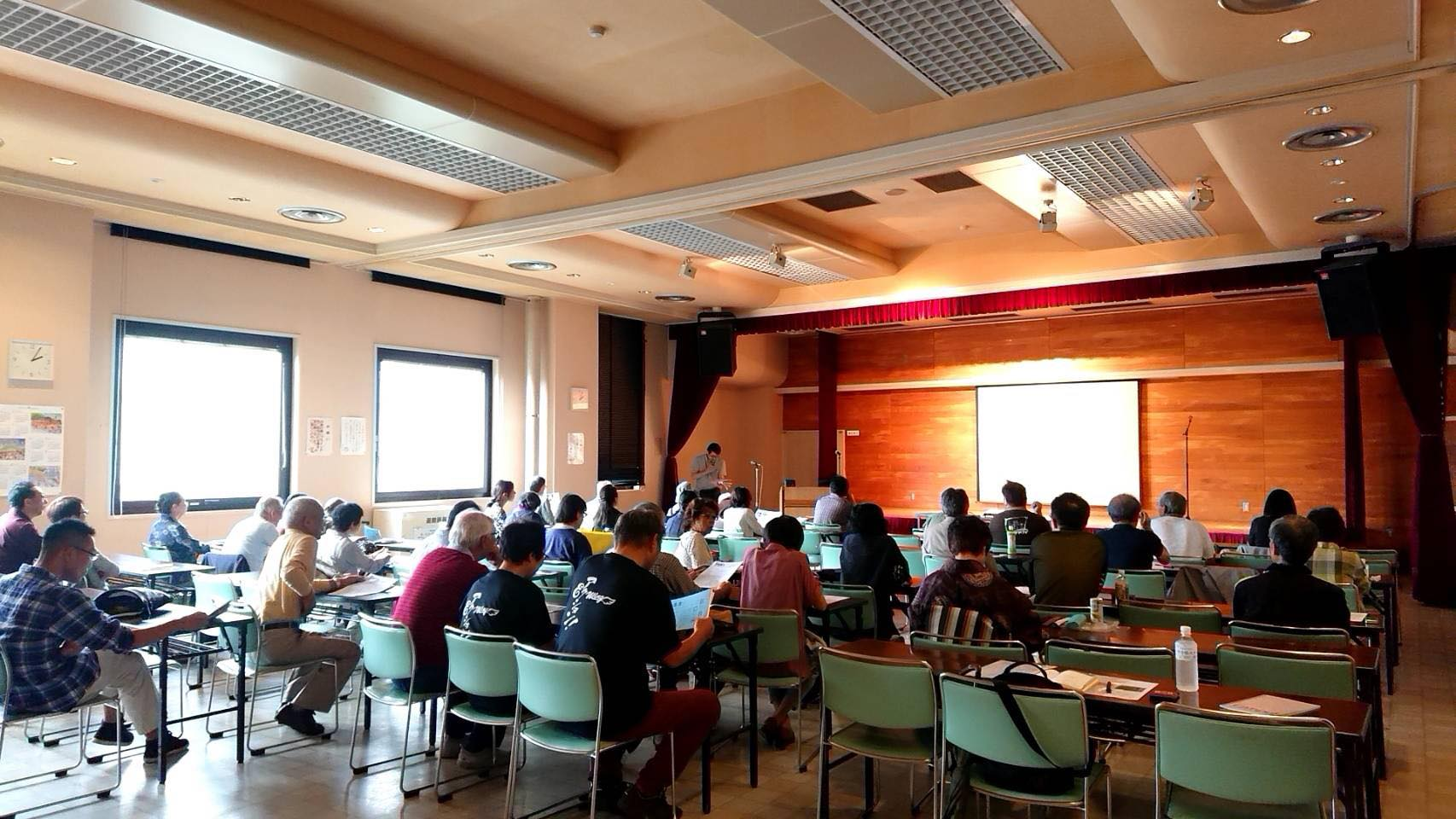
2019年8月24日　小熊秀雄朗読会　山田亮太さんを迎えて＋フラジャイル　柴田望　旭川市ときわ市民ホール

柴田 望（しばたのぞむ、1975年12月20日 - ）は、日本の詩人。北海道旭川市在住。詩誌『フラジャイル』主宰。詩誌『指名手配』同人。
（公財）北海道文学館評議員、日本現代詩人会会員、日本詩人クラブ会員、小樽詩話会会員、東鷹栖安部公房の会事務局長を務める。2024年より北の聲アート賞文学部門の選考委員を務める。

## 来歴
岩見沢市に生まれる。北海道岩見沢西高等学校時代はロック・バンドを結成して音楽活動をおこなっていた。
旭川大学2年の時に、教授で文芸評論家でもある高野斗志美のゼミに入り、戦後文学や現代詩について学ぶ。1998年旭川で同人誌『タイムポテンシャル』を高野斗志美らと創刊。
1997年3月号の『詩と思想』（土曜美術社出版販売）に作品「かみあわないときもある」が「柴田昌志」名義で掲載される。「今回の投稿作品のなかで、いちばん面白いと思った作品である。表現に荒っぽさや、独りよがりも見えるが、それなりに発見した詩の魅力を表現している。」（高木秋尾選）
2007年7月18日、北海道新聞「ほっかいどうの詩」に、作品「これは、とけい」とそれまでの略歴が掲載される。
2008年9月1日発行の『北の詩精神　’01～’07』（「北の詩精神」編集委員会　北海道新聞社編集局文化部）に、詩集『音楽』より、横書きの作品「葡萄の子ども」が掲載される。
2016年以降、北海道内の詩のイベントに参加、朗読や楽器演奏、映像制作など多様な詩の表現を試みる。また、この頃から北海道新聞日曜文芸《詩》に作品が入選・掲載される（「文學」「天秤」「プラン」「感謝」など）。
2017年2月25日、旭川市中央図書館にて、東鷹栖安部公房の会として安部公房の初期詩集『無名詩集』の朗読会を開催、映像と音楽を用いた朗読と作品解説を行う。同年11月　詩集『黒本』（デザインエッグ社）が第51回北海道新聞文学賞詩部門候補となる。
2017年12月2日、詩誌『フラジャイル』を木暮純、二宮清隆らと創刊した。これは北海道で72年間刊行された詩誌『青芽』（富田正一主宰）の後継誌という位置づけである。まちなかぶんか小屋にて創刊記念朗読会を開催した。公式ブログも同時に発足させている。
2018年6月17日、詩誌『青芽』終刊・お別れ会にて司会を務める（会場：アートホテル旭川）。このとき開催された朗読会で作品「手紙」を朗読し、金賞を受賞。
2019年6月、詩集『顔』（デザインエッグ社）を出版。
2020年7月10日、詩集『顔』が本庄英雄の詩集『空を泳ぐ』（中西印刷）とともに、第57回北海道詩人協会賞に選ばれた。
2021年3月6日、７日に上演された旭川歴史市民劇『旭川青春グラフィティ ザ・ゴールデンエイジ』に出演。小熊秀雄の詩友であり、萩原朔太郎と親交のあった詩人・鈴木政輝役を演じた。この市民劇に関して7月に出版された那須敦志『旭川歴史市民劇 旭川青春グラフィティ ザ・ゴールデンエイジ -コロナ禍中の住民劇全記録』（中西出版）に序文「詩のマチ、演劇のマチ、文化のマチ旭川をコロナから取り戻す。」を寄稿した。
2021年7月28日、詩集『壁／楯／ドライブ／海岸線』を発行。「本のタイトルが目次になっている」と「覚書」にあるが、書名にはない「感謝」という作品が最後に置かれる。
2021年9月、令和3年度旭川市文化奨励賞を受賞。「師であり師友である、旭川文学資料館学芸員の沓澤章俊さんと、いつも（笑顔で、と）励ましてくださる勤め先の上司に感謝したい。」とコメントした。
2023年8月15日、アンソロジー詩集『NO JAIL CAN CONFINE YOUR POEM　詩の檻はない: ～アフガニスタンにおける検閲と芸術の弾圧に対する詩的抗議』を編集発行。アフガニスタンの詩人ソマイア・ラミシュのメッセージを当時北海道詩人協会事務局長であった柴田望やウエッブ・アフガンの編集長野口壽一らが日本国内に広め、収録する詩を集めた。アフガニスタン国内でタリバン暫定政権により詩作や芸術活動が禁じられ、女性の就業や教育活動も禁じられている深刻な状況への、抵抗の連帯を世界の詩人たちへ呼び掛けるソマイア・ラミシュのメッセージに応答し、日本を含む世界各国より100篇以上の詩が寄せられた。そのうち日本の詩人36名、世界の詩人21名の計57作品がアンソロジー詩集の初版に収められた。カブールがタリバンに陥落した2021年8月15日のちょうど二年後に日本で出版されたのを皮切りに、フランス、オランダでもソマイア・ラミシュの呼び掛けに応じるアンソロジー詩集の発行が続いた。『詩と思想』（土曜美術社出版販売）2023年10月号、『現代詩手帖』（思潮社）2024年2月号などに、この活動についての柴田望のレポートが掲載された。2023年9月25日には一般社団法人日本ペンクラブ獄中作家・人権委員会が公式ホームページに支持声明（アフガニスタンの詩作禁止令に対するソマイア・ラミシュさんの「詩による抵抗」）を掲載した。
2023年12月8日、詩集『帶』（デザインエッグ）を出版。北海道の詩人であり編集者であった古川善盛（1927-2006）を研究し、古川善盛の詩篇や編著からインスパイアされた作品を中心的に収録。同日には札幌市の俊カフェ（谷川俊太郎氏公認カフェ）にて古川善盛の詩業や作品について語るトークと朗読のイベント「『帶』～詩人・善盛さんの時代　 現実の異端を書いた詩人の消息」を開催。古川善盛の切り文字作品の展示も俊カフェにて同時期に行われた。イベントの内容は詩誌「フラジャイル」第20号に収録された。
2024年11月3日、『NO JAIL CAN CONFINE YOUR POEM　詩の檻はない: ～アフガニスタンにおける検閲と芸術の弾圧に対する詩的抗議』の初版に詩人四名の詩篇を増補した第二版と、ソマイア・ラミシュの日本で初めての訳詩集『ソマイア・ラミシュ詩集　私の血管を貫きめぐる、地政学という狂気: madness of geography in my veins 』（編訳：岡和田晃　翻訳：中村菜穂、木暮純、野口壽一、金子明）を編集発行。
2024年11月19日、『NO JAIL CAN CONFINE YOUR POEM　詩の檻はない: ～アフガニスタンにおける検閲と芸術の弾圧に対する詩的抗議』(ソマイア・ラミシュ/柴田望・北海道旭川市・バームダード（亡命詩人の家）/デザインエッグ株式会社)が第27回日本自費出版文化賞詩歌部門に入選。

## 著書

### 詩集
- 『黒本』デザインエッグ、2017年6月1日 ISBN 978-4-86543-932-8[39]
- 『顔』デザインエッグ、2019年6月17日 ISBN 978-4-8150-1203-8[40]
- 『壁／楯／ドライブ／海岸線』（2021年7月28日　フラジャイル党、デザインエッグISBN 978-4-8150-2808-4、Amazon Kindleより出版）[41]
- 『帶』デザインエッグ、2023年12月8日 ISBN 978-4-8150-3931-8
- 『罫』デザインエッグ、2024年8月19日 ISBN 978-4-8150-4404-6

### 編集書
- 『ソマイア・ラミシュ詩集　私の血管を貫きめぐる、地政学という狂気: madness of geography in my veins』デザインエッグ、2024年11月3日 ISBN 978-4-8150-4513-5
- 朝伊ミチル第一詩集『あさいはじまり 』デザインエッグ、2024年9月22日、ISBN 978-4-8150-4435-0
- 阿部嘉昭詩集『てのひらのつづき』デザインエッグ、2024年9月28日、ISBN  978-4-8150-4438-1
- 『NO JAIL CAN CONFINE YOUR POEM　詩の檻はない: ～アフガニスタンにおける検閲と芸術の弾圧に対する詩的抗議 』デザインエッグ、2023年8月15日 ISBN 978-4-8150-3933-2

## 関連文献
- 若宮明彦「柴田望の新境地を読む―詩集『顔』」『波打ち際の詩想を歩く』文化企画アオサギ、2020年[42]